# پلنتی (دهانه)
پلنتی یک دهانه برخوردی در ماه‌ است.